# 行政監察局
行政監察局（ぎょうせいかんさつきょく）は、かつての総務庁の内部部局の一つで、行政の制度・施策、組織、運営の全般にわたる改革・改善を行う部局であった。

## 組織
- 企画調整課
人事、文書及び会計。局の所掌事務の総合調整及び連絡。監察計画その他局の所掌事務一般に係る基本的事項の企画。
  - 政策評価等推進準備室
- 行政相談課
各行政機関の業務並びに法律により直接に設立される法人及び特別の法律により特別の設立行為をもって設立すベきものとされる法人の業務新設、目的の変更その他当該法律の定める制度の改正及び廃止に関する審査。上記に関する必要な資料の収集。
- 監察官
9人。各行政機関の業務の実施状況の監察、勧告。